# Штюсслінген
Штюсслінген (нім. Stüsslingen) — громада  в Швейцарії в кантоні Золотурн, округ Госген.

## Географія
Громада розташована на відстані близько 65 км на північний схід від Берна, 39 км на північний схід від Золотурна.
Штюсслінген має площу 8,4 км², з яких на 12,3% дозволяється будівництво (житлове та будівництво доріг), 47,9% використовуються в сільськогосподарських цілях, 39,5% зайнято лісами, 0,2% не є продуктивними (річки, льодовики або гори).

## Демографія
2019 року в громаді мешкало 1196 осіб (+9,3% порівняно з 2010 роком), іноземців було 8,1%. Густота населення становила 143 осіб/км².
За віковим діапазоном населення розподілялося таким чином: 19,9% — особи молодші 20 років, 59% — особи у віці 20—64 років, 21,1% — особи у віці 65 років та старші. Було 511 помешкань (у середньому 2,3 особи в помешканні).
Із загальної кількості 219 працюючих 52 було зайнятих в первинному секторі, 30 — в обробній промисловості, 137 — в галузі послуг.